# Jim Denney (Skispringer, 1957)
James Jay „Jim“ Denney (* 10. Juni 1957 in Duluth, Minnesota) ist ein ehemaliger US-amerikanischer Skispringer.

## Werdegang
Sein internationales Debüt feierte Denney, der für den Duluth XC Ski Club startete, bei der Vierschanzentournee 1974/75. Nachdem dabei der 66. Platz auf der Paul-Außerleitner-Schanze in Bischofshofen sein bestes Einzelresultat war, beendete er die Tournee auf Rang 72 der Gesamtwertung. Bei der Vierschanzentournee 1975/76 konnte er seine Leistungen minimal steigern, erreichte aber erneut keine Top-50-Platzierung. Die Tournee beendete er mit 655,3 Punkten auf Rang 57 der Gesamtwertung.
Seinen ersten Erfolg feierte Denney bei den US-Meisterschaften 1976, wo er deutlich den Titel im Einzel gewann. Kurz darauf startete er bei den Olympischen Winterspielen 1976 in Innsbruck. Nach einem 21. Platz von der Normalschanze erreichte er Rang 18 von der Großschanze.
Bei der Vierschanzentournee 1976/77 konnte er im Vergleich zur Vorsaison erneut bessere Sprünge zeigen und schloss die Tournee auf Rang 32 ab. Diese Platzierung wiederholte Denney bei der Vierschanzentournee 1977/78.
Bei der Nordischen Skiweltmeisterschaft 1978 erreichte er Platz 14 von der Normalschanze. Im gleichen Jahr gewann er das Springen in Lahti. Bei der Vierschanzentournee 1978/79 gelang Denney eine weitere Leistungssteigerung. So erreichte er in Garmisch-Partenkirchen mit Rang acht erstmals eine Top-10-Platzierungen. Es war zudem die beste Einzelplatzierung seiner Karriere. Seine erfolgreichste Tournee beendete er auf Rang 23 der Gesamtwertung. Ein Jahr später bei der Vierschanzentournee 1979/80 gab Denney sein Debüt im Skisprung-Weltcup. Er konnte aber bei seinen ersten Weltcup-Springen nicht überzeugen und blieb daher auch nur für die Tournee, die er mit 470,2 Punkten als 64. abschloss, im Weltcup-Kader.
Bei den US-Meisterschaften 1980 wiederholte er seinen Titel aus dem Jahr 1976 und trat daraufhin erneut bei Olympischen Spielen an. Bei den Olympischen Winterspielen 1980 in Lake Placid landete er beim Springen von der Normalschanze auf Rang 36. Von der Großschanze lag er am Ende auf einem sehr guten achten Rang.

## Erfolge

### Vierschanzentournee-Platzierungen
| Saison  | Platz | Punkte |
| ------- | ----- | ------ |
| 1974/75 | 72.   | 480,7  |
| 1975/76 | 57.   | 655,3  |
| 1976/77 | 32.   | 738,6  |
| 1977/78 | 32.   | 620,2  |
| 1978/79 | 23.   | 683,4  |
| 1979/80 | 64.   | 470,2  |

## Privates
Denney studierte Steuern und Wirtschaft an der University of Minnesota in Duluth und schloss sein Studium erfolgreich ab. Er ist der Vater des gleichnamigen Jim Denney, der ebenfalls als Skispringer aktiv war. 2008 wurde er gemeinsam mit seinem Sohn in die American Ski Jumping Hall of Fame aufgenommen.